# Andreas Augustsson
Eiton Andreas Augustsson (26 novembre 1976) è un ex calciatore svedese, di ruolo difensore.

## Carriera

### Club
Augustsson cominciò la carriera con gli olandesi del Twente. Vestì poi la maglia dei norvegesi del Raufoss. Nel 2000 passò al Vålerenga, per cui debuttò nella Tippeligaen il 7 maggio, nel pareggio casalingo a reti inviolate contro lo Stabæk. A fine stagione, però, il club retrocesse in 1. divisjon. Augustsson segnò la prima rete in campionato in questa divisione, nel successo per 2-0 sul Kjelsås, in data 11 agosto 2001. A fine stagione, la formazione centrò la promozione
Nel 2003, passò al Sandefjord, club di 1. divisjon. Debuttò il 13 luglio, nel successo per 0-2 sul campo dello Ørn-Horten. Il 17 agosto dello stesso anno, segnò la prima rete, nella sconfitta casalinga per 1-2 contro lo Hønefoss. Nel 2006, passò all'Elfsborg, per cui giocò il primo incontro nella Allsvenskan il 10 aprile, quando fu titolare nel pareggio per 1-1 sul campo del Göteborg. A fine stagione, l'Elfsborg vinse il campionato.
Nel 2009 passò ai danesi dello Horsens. Debuttò nella Superligaen il 1º marzo, quando fu titolare nella sconfitta per 0-1 contro lo Aalborg. Nel 2011 tornò all'Elfsborg.